# The Pickaninny
Pour plus de détails, voir Fiche technique et Distribution.
The Pickaninny est une comédie du cinéma muet américain réalisée par Robert P. Kerr et James Parrott sortie en 1921.

## Fiche technique
- Titre : The Pickaninny
- Réalisation : Robert P. Kerr et James Parrott
- Scénario : Hal Roach
- Producteur : Hal Roach
- Société de production : Rolin Films
- Pays d'origine :  États-Unis
- Langue : anglais
- Genre : comédie
- Date de sortie :
  - États-Unis : 4 décembre 1921

## Distribution
- Ernie Morrison
- Joseph White
- Ethel Broadhurst
- George Rowe
- Mark Jones